# Schadenersatz
In Österreich finden sich die grundlegenden Bestimmungen für Schadenersatz in den §§ 1293 ff. des Allgemeinen Bürgerlichen Gesetzbuchs (ABGB).
Spezielle Gesetze, wie etwa das Eisenbahn- und Kraftfahrzeughaftpflichtgesetz (EKHG), das Produkthaftungsgesetz (PHG), das Atomhaftungsgesetz (AtomHG), das Amtshaftungsgesetz (AHG), das Organhaftpflichtgesetz (OrgHG) oder das Dienstnehmerhaftpflichtgesetz (DHG) erweitern und ergänzen das Schadenersatzrecht.